# ريتشي سامبورا
ريتشي سامبورا (بالإنجليزية: Richie Sambora)‏ هو مغني روك وكاتب وعازف روك أمريكي من مواليد 11 يوليو 1959 وهو أحد أعضاء وعازف ال غيتار الرئيسي في فرقة الروك بون جوفي.
ولد ريتشي سامبورا لأب من أصول إيطالية وأم من أصول بولندية، وقد بدأ العزف على الجبتار عندما كان عمره 14 عاما.
وفي خارج نطاق فرقة بون جوفي فإن ل ريتشي سامبورا ثلاثة ألبومات منفردة سجلهم وأنتجهم وحده وهم Stranger In This Town (عام 1991) , Undiscovered Soul (عام 1998) وAftermath Of Lowdown (عام 2012).

## روابط خارجية
- ريتشي سامبورا على موقع IMDb (الإنجليزية)
- ريتشي سامبورا على موقع ميتاكريتيك (الإنجليزية)
- ريتشي سامبورا على موقع روتن توميتوز (الإنجليزية)
- ريتشي سامبورا على موقع ميوزك برينز (الإنجليزية)
- ريتشي سامبورا على موقع تيرنر كلاسيك موفيز (الإنجليزية)
- ريتشي سامبورا على موقع أول موفي (الإنجليزية)
- ريتشي سامبورا على موقع قاعدة بيانات برودواي على الإنترنت (الإنجليزية)
- ريتشي سامبورا على موقع قاعدة بيانات الأفلام السويدية (السويدية)
- ريتشي سامبورا على موقع إن إن دي بي (الإنجليزية)
- ريتشي سامبورا على موقع أول ميوزيك (الإنجليزية)